# Chemin du Coteau-Rouge
45° 31′ 28″ N, 73° 29′ 39″ O
Le chemin du Coteau-Rouge est une voie de communication située à Longueuil, au Québec (Canada).

## Situation et accès
Elle est l'artère est-ouest située entre le chemin de Chambly et le boulevard Taschereau. 
La voie est située dans l'arrondissement du Vieux-Longueuil, dans la ville de Longueuil.

## Origine du nom

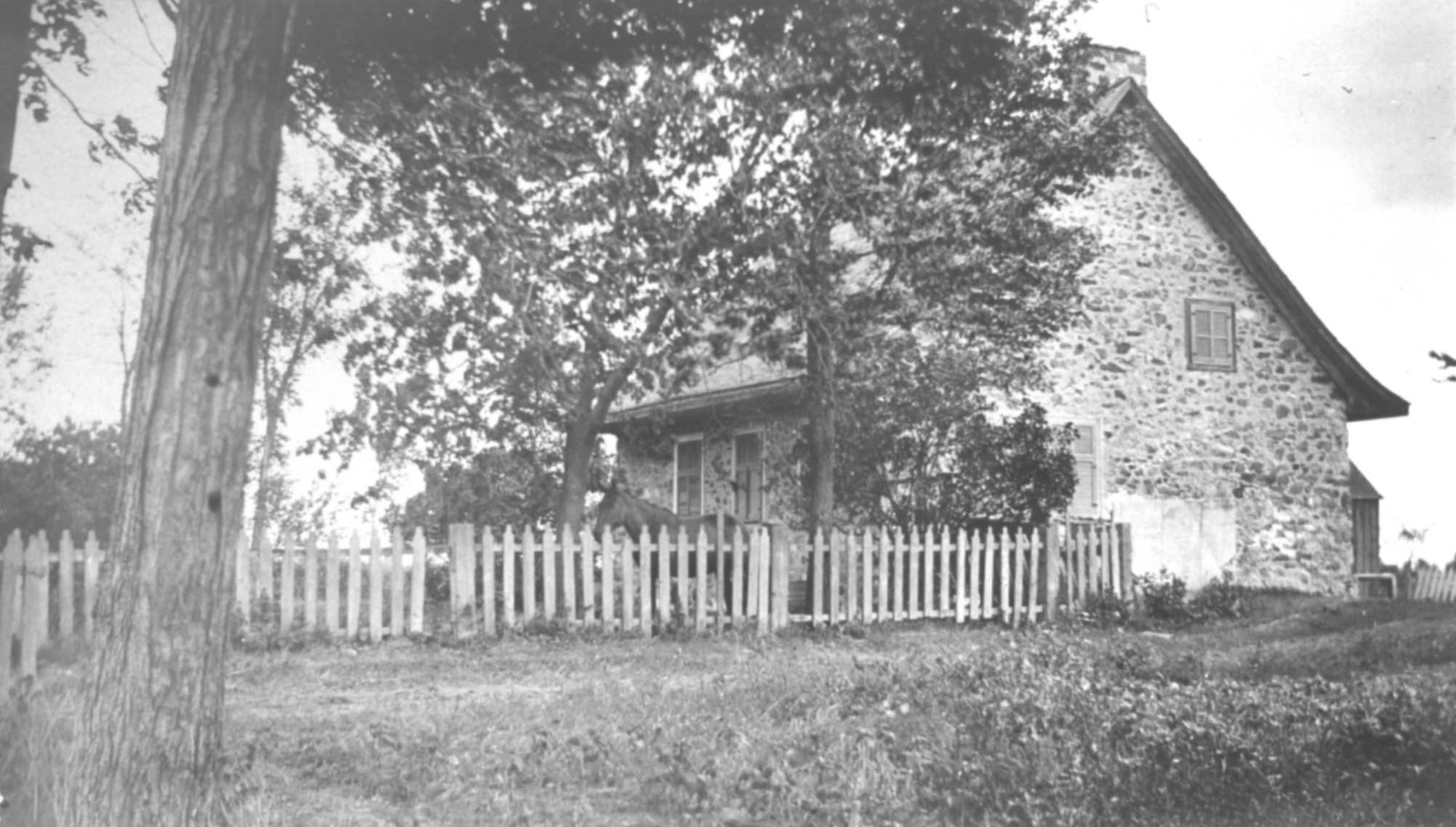
Maison de pierres, située sur le chemin du Coteau-Rouge, 1908.

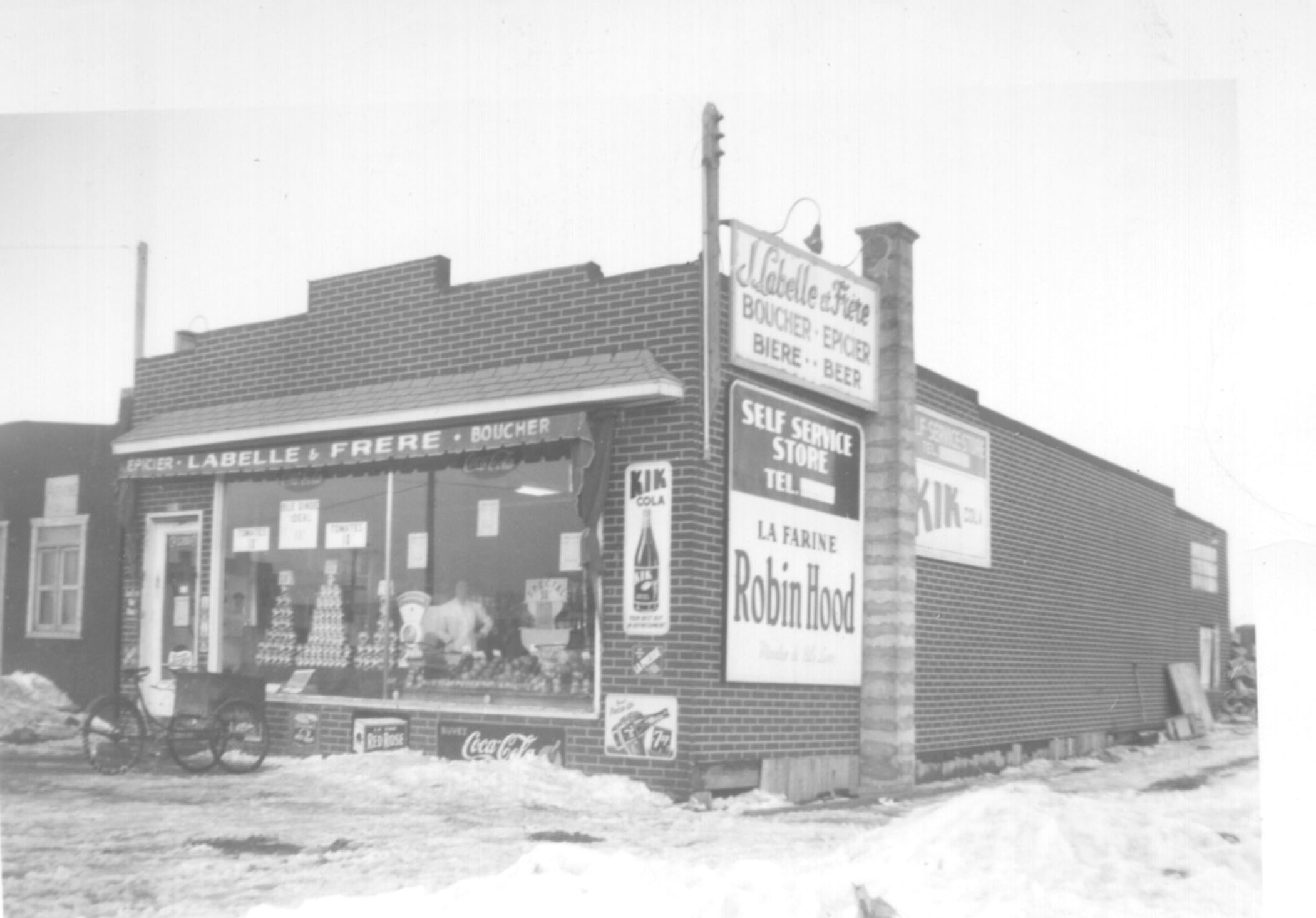
Épicerie Labelle, chemin du Coteau-Rouge, ville Jacques-Cartier, 1949.

Son nom fait référence à la topographie du lieu, plus élevée que la côte sur le fleuve, ainsi qu’à la couleur rouge des atocas, mot d’origine wendat qui désigne la canneberge, qui se trouvaient sur le coteau,,. 

## Historique
Les premières références à ce chemin se trouvent dans des actes notariés datant de 1730,, à l'époque du Régime français,.
La dénomination du chemin est changée en 1957 pour « boulevard Sainte-Foy », sous l'impulsion du conseiller municipal Lorenzo Defoy. Ce changement aurait été opéré en réponses aux demandes des commerçants du secteur voulant redorer l'image de leur municipalité, alors que celle-ci était considérée comme un bidonville. L'écrivain et homme politique Jacques Ferron se serait opposé à ce nouveau nom ne revêtant pas de valeur historique.
Le 18 juillet 2022, sous une recommandation de la Commission de la toponymie du Québec,, la mairesse de Longueuil Catherine Fournier lui redonne son odonyme d'origine dans le cadre du 75ᵉ anniversaire des villes de Jacques-Cartier et Mackayville,, deux municipalités fondées en mai 1947, et fusionnées à Longueuil,.